# Divadlo Mossovětu
Státní akademické divadlo Mossovětu (Госуда́рственный академи́ческий теа́тр и́мени Моссове́та) je činoherní divadlo v ruské metropoli Moskvě. Sídlí na adrese Velká sadová ulice č. 16.
Divadlo založil v roce 1923 Sergej Ivanovič Prokofjev jako první odborářské divadlo na světě pod názvem Divadlo MGSPS (Moskevské gubernské rady odborových svazů). Zpočátku bylo kočovným souborem, v roce 1924 získalo první budovu v Ermitážní zahradě, od roku 1947 hrálo v Paláci na Jauze a od roku 1959 sídlí ve stávající budově, kterou projektoval Michail Žirov (v letech 1942 až 1943 působil soubor v evakuaci v Kazachstánu). Od roku 1938 divadlo nese název Moskevské městské rady. Od šedesátých let funguje vedle hlavní scény také divadlo ve vestibulu, zaměřené na komorní a experimentální představení.
V letech 1940 až 1977 byl hlavním režisérem Jurij Zavadskij, který byl Stanislavského žákem a zaměřoval se na psychologizující zpracování klasického repertoáru, po jeho smrti divadlo vedl Pavel Chomskij, usilující o modernější projev (uvedl například muzikál Jesus Christ Superstar). V roce 1964 získalo Divadlo Mossovětu čestný titul „akademické divadlo“ a v roce 1973 mu byl udělen Leninův řád. V divadle působil režisér Andrej Končalovskij, k významným hercům patřili Sergej Jurskij, Faina Raněvská, Ljubov Orlovová, Margarita Těrechovová, Olga Ostroumovová, Georgij Taratorkin, Olga Kabo, Goša Kucenko nebo Jevgenija Krjukovová.
Od roku 2020 je uměleckým ředitelem Jevgenij Marčelli.